# 梅霍 (喬治亞州)
梅霍（英語：Mayhaw）是位於美國喬治亞州米勒縣的一個非建制地區。該地的面積和人口皆未知。

## 地理
梅霍的座標為31°10′36″N 84°52′31″W / 31.17667°N 84.87528°W，而該地的平均海拔高度為57米（即190英尺）。